# Mercedes de Velilla
Mercedes de Velilla y Rodríguez (Sevilla, 24 de septiembre de 1852-Camas, 12 de agosto de 1918) fue una ensayista, dramaturga y poetisa y una de las escritoras más representativas del movimiento literario de Andalucía en la segunda mitad del siglo XIX.

## Biografía
Mercedes de Velilla y Rodríguez nació en Sevilla el 24 de septiembre de 1852 en el seno de una familia con gran vocación literaria. De hecho, casi todos los miembros de su familia escribían, especialmente poesía, como su madre María Dolores Rodríguez, su hermana Felisa pero y sobre todo su hermano José de Velilla, uno de los dramaturgos más fecundos de la segunda mitad del siglo XIX sevillano.
Una de las primeras reseñas en vida de Velilla, se la debemos a la escritora Amantina Cobos de Villalobos. La siguiente, fundamental para conocer la vida de Mercedes, se halla en el prólogo de Luis Montoto (amigo de la familia Velilla y a la sazón cronista oficial de la ciudad hispalense) en el libro póstumo de Velilla publicado por acuerdo del Ayuntamiento de Sevilla,.
Su infancia y adolescencia en la casa familiar de la calle Manteros fue seguramente la época más feliz de su vida. Como escribe Montoto, “era su casa, su casita de calle Manteros, el punto de reunión de los jóvenes que amaban las letras y las cultivanban en Sevilla”. Jóvenes como Cano y Cueto, Rodríguez Marín, Juan Antonio Cavestany o el propio Luis Montoto, encontraban en la casa de los Velilla, al que llamaban “el parnaso”, el espacio indulgente para la creación en el que bebía la pequeña Mercedes.

“A lo diez años” dice Cobos de Villalobos “leyó algunas composiciones ante escogido auditorio, y desde entonces se reveló como poetisa genial y de altos vuelos, no obstante su natural modestia, que hice fuera llamada por uno de sus biógrafos, <<la violeta del Betis>>”. Es muy conocida la anécdota que recoge Montoto, cuando Abelardo López de Ayala necesitó conocer en persona a la adolescente Mercedes para cercionarse que los versos que tanto le habían agradado provenían de una joven y no de dama cargada de años y experiencia. Pero lo más revelador es la preguntaba, retórica si se quiere, que se hacía el prologuísta “¿Cuál no sería su asombro al saber que la poetisa era una joven sin otros estudios que los que cursan en academias y colegios las niñas españolas?”. La anécdota de López de Ayala concluye con una exclamación del poeta “Verdaderamente esta niña es un prodigio”, pero a través de ella se constata la dificultad de las mujeres españolas de su época para recibir una educación de calidad que les permitiera la independencia económica y la autonomía vital.

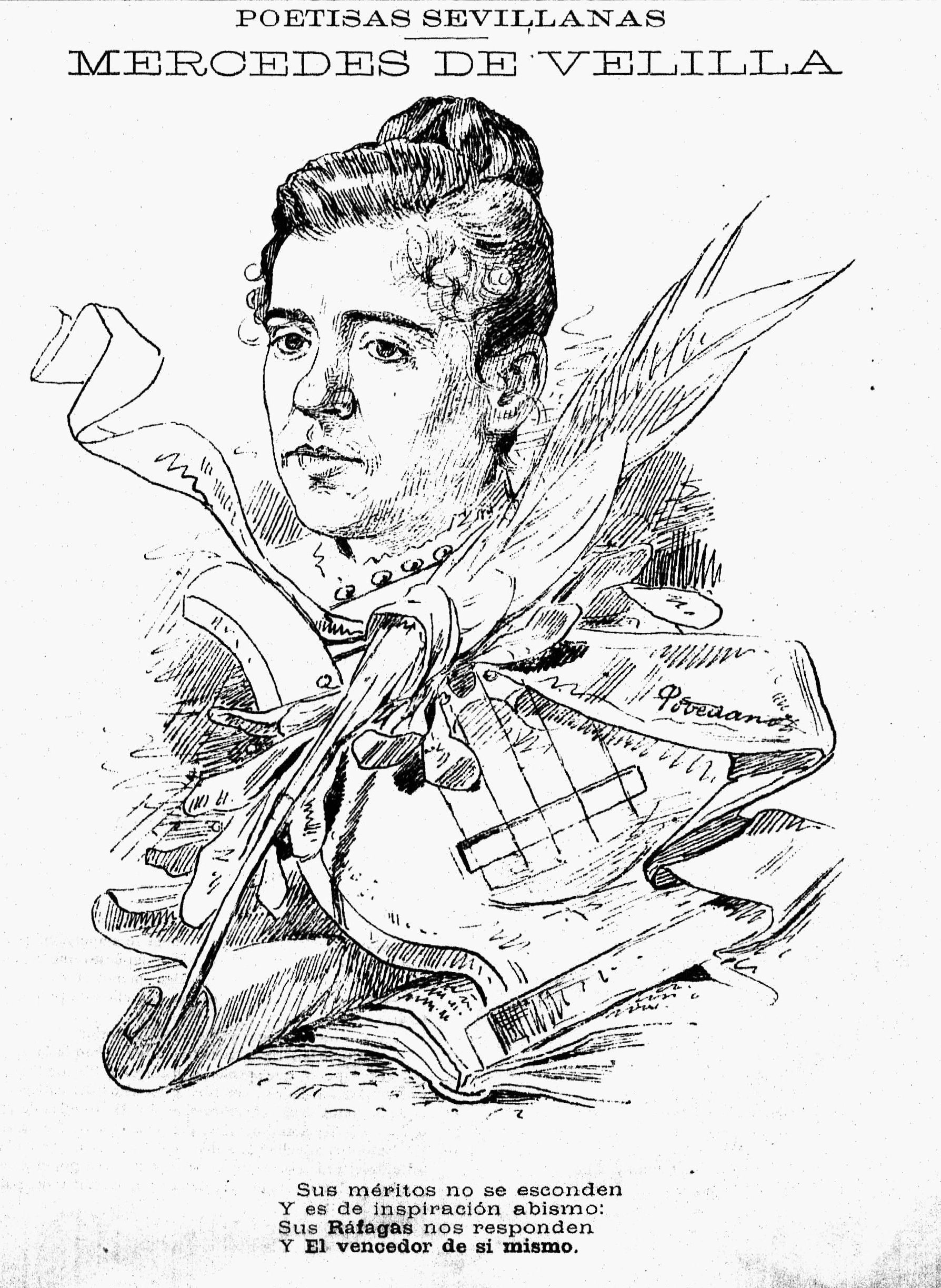
Caricatura de Mercedes de Velilla

Tras colaborar con diferentes publicaciones periódicas, la mayoría orientadas a las mujeres y ganar el primio de honor de la Exposición Bético-Extremeña (1872), con veintiún años (1873) publicó su primer y único libro de poemas “Ráfagas”.
En los primeros años de su juventud trabó amistad con la también sevillana Concepción de Estevarena, poeta que a pesar de la cortedad de su vida, dejó una obra fundamental en la producción literaria femenina del siglo XIX. Amistad fraguada en la existencia de dos mujeres unidas por la misma experiencia vital: “doloroso éxodo de su existencia” definió Cobos de Villalobos la vida de Estevarena; “busquemos, por tanto, en sus versos los latidos de un corazón apenado” dejó escrito Montoto de la vida de Velilla. Pero la abrupta y temprana muerte de Estevarena, fallecida en Jaca de tuberculosis (1877), privó a Velilla de un apoyo fundamental.
La despedida de Estevarena en la estación del ferrocarril el ocho de octubre de 1875 por parte de sus amigos, quedó recogida tanto por la pluma de José de Velilla como por la de Montoto. Este último la recordaba así más de cuarenta años después: “Un día, su compañera inseparable, la ardiente poetisa Concepción de Estevarena, por brutal despojo de la muerte, partió a tierras remotas en busca del techo hospitalario y del pan que le ofrecían unos parientes lejanos. Algo del corazón de Mercedes partió con la gentil cantora”.

Algunos autores se extrañan de la ausencia de amores conocidos de Mercedes de Velilla a pesar de su reiteración en la obra poética, hasta el punto de constatar: “Tampoco en cuestiones de amor fue afortunada. Santiago (sic) Montoto no se refiere a esta parcela de su vida, pero sus poemas amorosos no son un juego poético ni un divertimento en torno a un tema tradicional, aunque sí nos informa de que atravesó sola todas estas desgracias”. Pero Montoto reitera a lo largo de su prólogo en “Poesías”, el cariño y afecto entre Velilla y Estevarena al punto de incluir entre los recuerdos más bellos en la vida de la poeta a su hogar familiar de la calle Manteros, a sus padres, su hermano José “y a la amiga del corazón, rosa espléndida en los jardines de Sevilla, flor de nieve entre los hielos del Norte”.

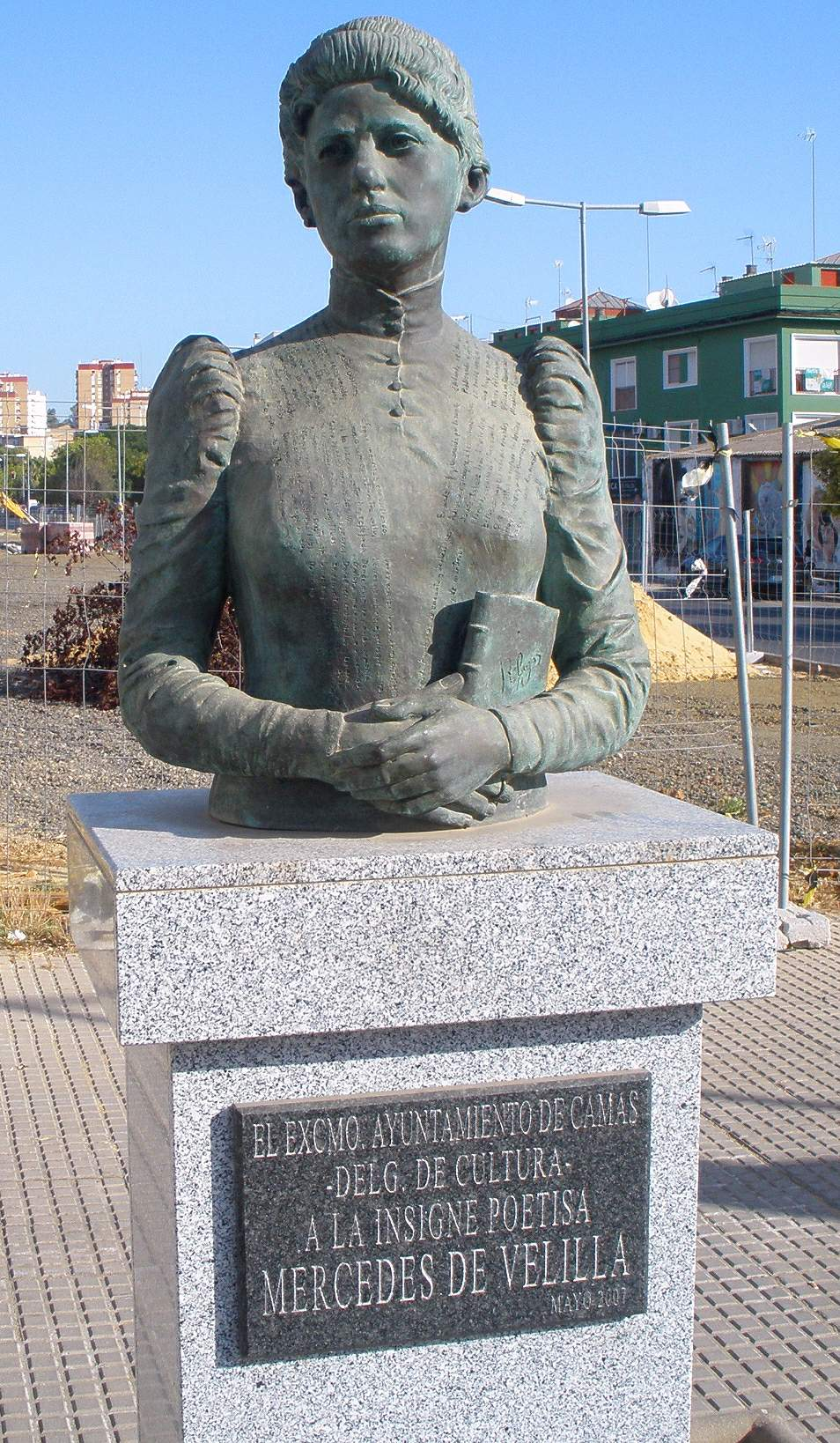
Monumento a Mercedes de la Velilla en Camas

El 17 de febrero de 1876, estrenó en el teatro Cervantes de Sevilla, la obra “El vencedor de sí mismo”, cuadro dramático en un acto y en verso, que había escrito animada por Pedro Delgado, conocido actor de la época y amigo de su hermano José, que interpretó el personaje de Garci Pérez de Vargas. En la edición de esta obra le dedica la misma a Delgado con estas palabras: “A usted, que me animó con sus palabras y a quien debo mis primeros laureles dramáticos, dedico este humilde ensayo, pagando así, del modo que puedo, la deuda de gratitud con usted contraída”.
El 23 de abril de ese año, la Real Academia de las Buenas Letras de Sevilla, le otorgó el primer premio en el concurso organizado con ocasión de la efeméride de Miguel de Cervantes. Posiblemente se trate del texto que se conserva en la Real Academia Española con ese nombre, fechado en 1874.
A partir de esta época, la publicación de su obra se va haciendo más esporádicas, hasta casi desaparecer, cuando fallece su padre (1877), y más tarde su hermano (1904), que le obligan a cuidar de su madre y de su hermana enferma. La falta del sostén familiar le lleva a vivir un destino de estrecheces económicas que Montoto describe así: “Se hundió la casa, y sobre sus ruinas se alzó la pobreza con su lúgubre cortejo de apremios, esquiveces e ingratitudes”. Solo la intermediación de sus amigos, Montoto entre otros, ante el ayuntamiento de la ciudad que le asignó una pensión de cien pesetas mensuales para dedicarse a investigaciones literarias, le evitó vivir una vejez de penalidades (Amantina Cobos de Villalobos: 1917). El ayuntamiento de su ciudad también le distinguiría con la rotulación de una calle con su nombre en el centro de la ciudad.
En los últimos años de su vida se dedicó también a vindicar la figura literaria de su hermano José de Velilla. Gracias a esta labor, el Ministerio de Instrucción Pública y Bellas Artes, a petición de Mercedes y tras informe favorable de la Real Academia Española, adquirió 188 ejemplares de la obra “Poesías Líricas” con poemas del dramaturgo, con destino a las bibliotecas públicas.
Mercedes de Velilla y Rodríguez, falleció en la localidad de Camas, el 12 de agosto de 1918.

## Obra
- Ráfagas. Sevilla, 1873. Imprenta de Gironés y Orduna.
- El Vencedor de sí mismo: cuadro dramático en un acto y en verso. Sevilla/Madrid, 1876. Imprenta de Gironés y Orduna / Administración Lírica-Dramática.
- A Cervantes (manuscrito). 1875. Real Academia Española (Madrid).
- Poesías de Mercedes de Velilla – Con prólogo de D. Luis Montoto. Sevilla (1918). Ayuntamiento de Sevilla / Tipografía Española.